# Rivalità Federer-Nadal
Roger Federer e Rafael Nadal sono due giocatori professionisti di tennis che hanno dato vita a una rivalità considerata tra le più intense, celebri e avvincenti nella storia di questo sport.
Considerati tra i migliori giocatori della loro disciplina, hanno detenuto ininterrottamente i primi due posti della classifica mondiale dal luglio 2005 all'agosto 2009 e sono gli unici tennisti di sesso maschile ad aver concluso ben 6 stagioni in tali posizioni. Lo svizzero è stato n.1 del mondo per un record di 237 settimane consecutive – tra febbraio 2004 e agosto 2008 –, mentre lo spagnolo, di cinque anni più giovane, ha conquistato la 2ª posizione nel luglio 2005, conservandola per 160 settimane di seguito prima di riuscire a scalzare il rivale dalla vetta.
I due tennisti si sono scontrati 40 volte, con il bilancio conclusosi 24 a 16 in favore di Nadal. Poiché nel tennis il tabellone di un torneo viene stilato in base al ranking, le prime due teste di serie hanno la possibilità di sfidarsi solo in finale; tale normativa ha fatto si che la maggior parte dei loro incontri – 24 – venisse disputata nella gara conclusiva di una manifestazione.
Dal 2006 al 2017 i due rivali si sono affrontati in quattro finali all'Open di Francia, tre al torneo di Wimbledon e due agli Australian Open. Di queste nove sfide, quattro si sono concluse al quinto set, con due vittorie per parte. La finale di Wimbledon del 2008, vinta dallo spagnolo, è stata indicata da molti esperti come la più avvincente ed intensa partita nella storia del tennis. Inoltre, i due si sono affrontati in 12 finali del Masters 1000, tra cui spicca quella di Roma nel 2006, durata oltre 5 ore e conclusasi con il trionfo, al tie-break del quinto set, di Nadal.

## Storia

### 2004
Il primo incontro in assoluto tra i due futuri rivali avvenne nel marzo del 2004, nel secondo turno del Masters di Indian Wells. La sfida in questione, un doppio, vide affrontarsi lo spagnolo in coppia con Tommy Robredo e l'elvetico insieme a Yves Allegro; il duo iberico vinse il match 5–7, 6–4, 6–3, accedendo ai quarti di finale. La prima gara di singolare risale a sole due settimane più tardi, al Masters di Miami, nel quale Nadal sconfisse il n.1 del ranking in appena due set con un doppio 6–4; tale vittoria stupì il mondo intero, in quanto Federer nei nove mesi precedenti aveva dominato il circuito, vincendo due tornei del Grande Slam, mentre Nadal all'epoca aveva solo 17 anni e si trovava alla 34ª posizione della classifica mondiale.

### 2005
Il secondo incontro avvenne esattamente ad un anno di distanza, ancora al Masters di Miami, ma questa volta nella finale disputatasi al meglio dei cinque set. Il tennista maiorchino, giudicato una sorpresa da molti addetti ai lavori, vinse agevolmente i prime due set, salvo poi esser rimontato 3–2 (2–6, 6–74, 7–65, 6–3, 6–1), con lo svizzero che si aggiudicò la 18ª finale consecutiva della sua carriera. Nonostante la sconfitta, la gara è considerata come il punto di svolta della carriera di Nadal; entro pochi mesi, infatti, il tennista di Manacor inanellò una serie di vittorie che lo proiettarono alla 5ª posizione in classifica.
I due si affrontarono nuovamente due mesi dopo, in occasione del loro primo incontro in un torneo del Grande Slam, nonché della prima sfida tra i due su una superficie realizzata in terra battuta; il teatro dell'incontro fu infatti la semifinale dell'Open di Francia. Prima della gara Federer partiva favorito, nonostante avesse vinto almeno una volta tutti i tornei Major tranne quello parigino. Ciononostante, Nadal, che aveva bruciato le tappe scalando posizioni su posizioni, si dimostrò il dominatore emergente della terra rossa e riuscì a sconfiggere l'elvetico in quattro set (6–3, 4–6, 6–4, 6–3) e vincere il titolo in finale contro Mariano Puerta, conquistando il secondo posto della classifica mondiale.
Per gran parte della stagione 2005 entrambi dominarono il circuito vincendo equamente tutti gli 8 Masters a cui presero parte e 3 dei 4 titoli del Grande Slam. Federer vinse il torneo di Wimbledon e gli US Open, infilò 35 vittorie consecutive e allungò la sua striscia di finali vinte a 24, prima di perdere nella finale della Masters Cup di fine anno contro David Nalbandian. Al contrario, Nadal vinse otto titoli sulla terra e terminò l'anno imbattuto da 36 gare su questa superficie di gioco.

### 2006
Nel 2006 i due si affrontarono in 6 occasioni, con un bilancio favorevole allo spagnolo per 4–2; proprio quest'ultimo, nella finale del Dubai Tennis Championships, inflisse allo svizzero la prima sconfitta della stagione e mise fine alla sua striscia di 56 vittorie consecutive sui campi in cemento. In quest'annata, oltre alla conquista degli Australian Open, Federer trionfò anche nei Masters di Indian Wells e Miami, mentre nelle finali di Monte Carlo e Roma – quest'ultima la più lunga partita giocata tra i due, con una durata totale di 5 ore e 5 minuti, nonché una delle più avvincenti – venne sconfitto dal rivale. 

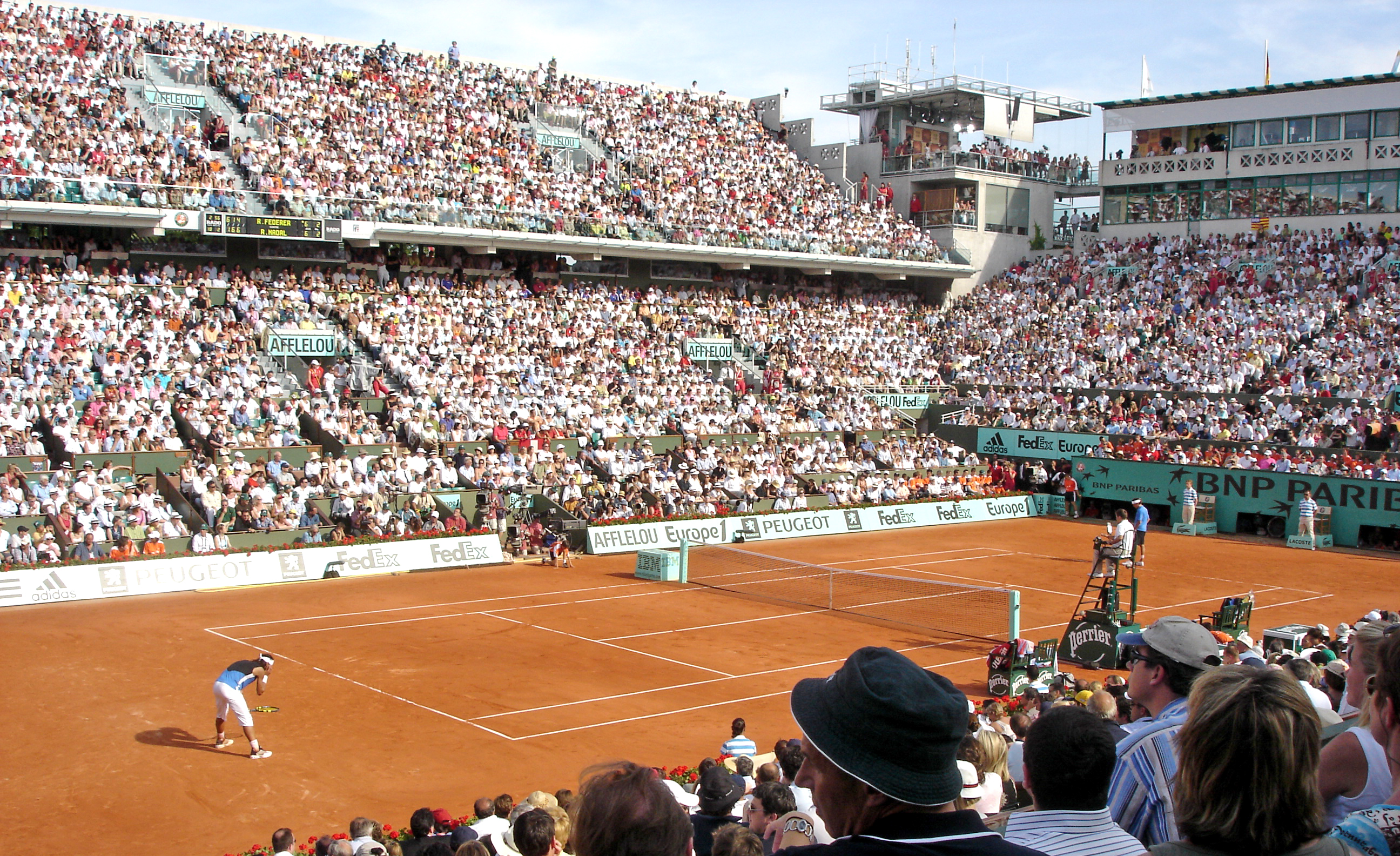
Nadal opposto a Federer nella finale del Roland Garros nel 2006.

Nel mese seguente Nadal dovette difendere il suo titolo all'Open di Francia, nel quale fronteggiò proprio l'elvetico in finale. Dopo aver perso malamente il primo set per 6–1, il maiorchino fu in grado di riprendersi vincendo la seconda partita con il medesimo punteggio, il terza e la quarta al tie-break, aggiudicandosi il titolo; durante il torneo eguagliò il primato di Guillermo Vilas di successi di fila sulla terra battuta, confermandosi il miglior giocatore del mondo su tale superficie. Inoltre, la finale di Parigi fu la 14ª finale vinta consecutivamente da Nadal, che realizzò la seconda miglior prestazione di sempre dopo le 24 di Federer.
I due tennisti si ritrovarono un mese dopo, nella finale del torneo di Wimbledon. L'approdo di Nadal in finale fu giudicato da molti come una grande sorpresa, essendo lo spagnolo uno specialista delle superfici lente; in virtù di ciò, fu presto paragonato ad un'altra figura leggendaria del tennis: Björn Borg. Lo svizzero, invece, vincendo al primo turno, stabilì il record della più lunga striscia di successi sull'erba in era Open. Nell'ultimo atto, dopo 5 sconfitte consecutive, Federer riuscì ad imporsi su Nadal in quattro set, conquistando il suo quarto titolo ai Championships. La partita successiva si giocò nella semifinale della Masters Cup, con lo svizzero che vinse per 6–4, 7–5.
Per tutta l'annata i due tennisti rimasero nelle prime due posizioni della classifica mondiale e dominarono il tour, spartendosi i titoli Slam (3 per Federer e uno per Nadal). Al termine della stagione, l'elvetico conquistò 12 titoli, vincendo 92 dei 97 match giocati – dei 5 persi, 4 arrivarono per mano dello spagnolo –, mentre il maiorchino restò imbattuto sulla terra.

### 2007
Nel corso del 2007 i due rivali si sfidarono 5 volte, con un bilancio di 3 vittorie per Federer e 2 per Nadal; tale anno fu primo in cui lo svizzero vinse il testa a testa, limando il vantaggio dello spagnolo e portandolo a 8–6.
Federer iniziò l'anno nel migliore dei modi, conquistando gli Australian Open senza cedere alcun set ed allungando fino a 41 gare la striscia di vittorie di fila, prima di essere sconfitto a sorpresa da Guillermo Cañas nel Masters di Indian Wells, spianando la strada a Nadal che poi vinse il titolo.
Per il secondo anno consecutivo, inoltre, i due si trovarono faccia a faccia in 3 finali su un campo in terra battuta. Il primo incontro, nella finale del Masters di Monte Carlo, fu vinto da Nadal con un doppio 6–4, che in seguito si aggiudicò anche gli Internazionali d'Italia. Successivamente si fronteggiarono in doppio, nel primo turno nel medesimo torneo, rispettivamente in coppia con Carlos Moyá e Stan Wawrinka; l'incontro fu vinto dalla coppia iberica 6–4, 7–65. Poche settimane più tardi si affrontarono per il titolo nel torneo di Amburgo; fu qui che Federer riuscì a sconfiggere per la prima volta il rivale sulla terra, mettendo fine ad 81 vittorie consecutive inanellate dallo spagnolo su questa superficie. La sfida successiva fu la seconda finale consecutiva dei due all'Open di Francia, con Nadal che si riconfermò vincitore con il punteggio di 6–3, 4–6, 6–3, 6–4.
Esattamente come l'anno precedente, Federer e Nadal duellarono nella finale di Wimbledon; in questo caso la partita fu più combattuta e culminò con la vittoria dello svizzero al quinto set, che conquistò il suo quinto titolo consecutivo, eguagliando il record stabilito da Björn Borg tra il 1976 e il 1980. L'ultimo match dell'anno si disputò nella semifinale della Masters Cup, in cui prevalse Federer con il punteggio di 6–4, 6–1; durata appena 59 minuti, tale sfida fu la più breve in assoluto tra i due.
Come nel 2006 fecero loro tutti i titoli del Grande Slam (3 per Federer e uno per Nadal) e detennero ininterrottamente i primi due posti del ranking per tutta l'annata.

### 2008
Durante i primi mesi del 2008, il n.3 del ranking Novak Đoković infranse il celebre duopolio, vincendo gli Australian Open – nei quali, peraltro, eliminò Federer in semifinale – e il Masters di Indian Wells, avvicinando i due rivali e insidiando la seconda posizione di Nadal. Tuttavia lo spagnolo, dominando per il quarto anno consecutivo la stagione sulla terra battuta e vincendo i Masters di Monte Carlo e Amburgo– entrambi contro Federer –, confinò il serbo al terzo posto. Proprio l'elvetico, invece, era alle prese con i postumi della mononucleosi contratta nel dicembre del 2007, tanto che le sue performance nella prima parte di stagione ne risentirono e consentirono al rivale di avvicinarsi in classifica come mai era successo in precedenza.
Per il terzo anno consecutivo i due si affrontarono nella finale dell'Open di Francia; dopo aver vinto ogni set disputato fino all'ultimo atto, lo spagnolo vinse con relativa facilità 6–1, 6–3, 6–0 in appena un'ora e 48 minuti di gioco, rifilando a Federer il primo Bagel (sconfitta per 6–0) dal 1999 e conquistando il suo quarto titolo consecutivo.

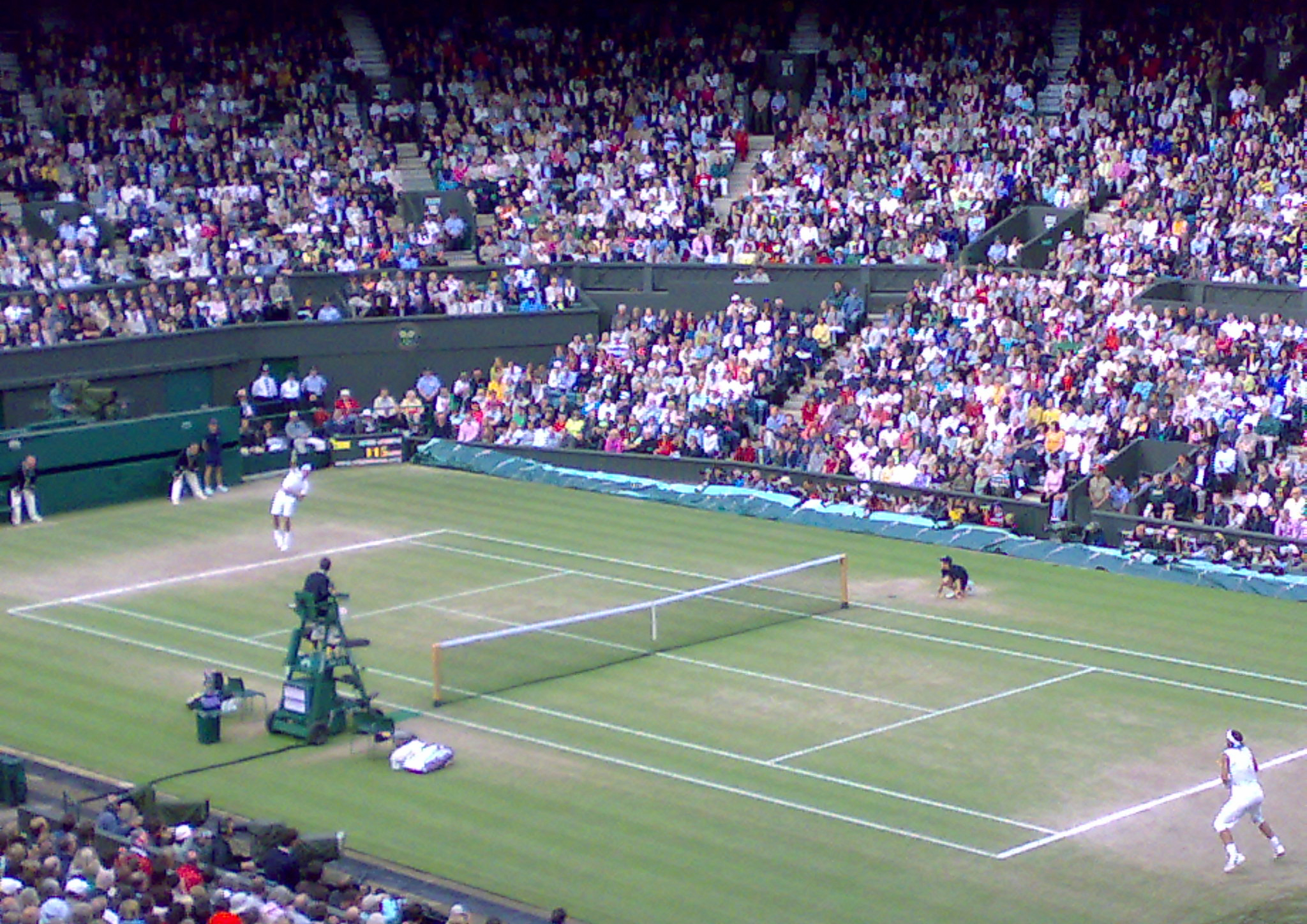
Federer e Nadal durante la finale del torneo di Wimbledon nel 2008.

I due si trovarono per il terzo anno consecutivo nella finale di Wimbledon. La partita fu tra le più attese di sempre, in quanto i continui progressi del maiorchino misero in dubbio il predominio dello svizzero sull'erba; Nadal arrivò alla finale con una striscia di 23 vittorie consecutive, durante la quale aveva vinto il suo primo titolo sull'erba, il Queen's Club Championships, mentre Federer si confermò campione per la quinta volta al Gerry Weber Open. La finale, la più lunga nella storia del torneo londinese, durò 4 ore e 48 minuti e venne interrotta due volte a causa della pioggia – portando la durata totale ad oltre 7 ore. Lo spagnolo vinse i primi due combattuti set con un doppio 6–4 prima che la pioggia interrompesse il match per oltre un'ora. Al ritorno, Federer si aggiudicò i successivi due set, entrambi al tie-break, annullando anche due match point. Nel quinto set l'incontro venne nuovamente sospeso per via del diluvio e riprese dopo circa un'ora; a quel punto, l'elvetico subì il break sul 7 pari e, in questo modo, consentì a Nadal di servire per il titolo; al contrario di quanto accaduto nel quarto set, il maiorchino non si fece sfuggire l'occasione e riuscì a trionfare per 9–7. Con la vittoria del suo primo titolo a Londra, Nadal pose fine al record di 65 vittorie di fila sull'erba di Federer, impedendogli di vincere 6 Championships consecutivi, fatto che avrebbe costituito un primato.
In seguito, Nadal estese la sua sequenza di vittorie a 32 match, conquistando anche il Masters del Canada, l'oro olimpico e raggiungendo la semifinale al Masters di Cincinnati. Nel frattempo Federer visse uno dei momenti più bui della sua carriera, subendo precoci eliminazioni in tornei in cui il maiorchino eccelse. Tali risultati portarono lo spagnolo a diventare, il 18 agosto 2008, il nuovo n.1 del mondo, mettendo fine alle 237 settimane consecutive dello svizzero in vetta al ranking (record tuttora imbattuto).
Agli US Open, Nadal venne eliminato a sorpresa in semifinale da Andy Murray, mentre Federer riuscì a vincere il suo quinto titolo a Flushing Medows, battendo proprio il britannico in finale in tre set per 6–3, 6–2, 7–5. Lo spagnolo non prese parte alla Masters Cup, mentre l'elvetico venne eliminato nella fase a gironi per la prima ed unica volta su 17 partecipazioni. Il torneo venne vinto da Đoković, che confermò il terzo posto in classifica, nonché la sua posizione di disturbo nei confronti degli storici rivali.
Avendo vinto tutti e 4 gli incontri stagionali, a fine anno il maiorchino portò il suo vantaggio negli scontri diretti a 12–6.

### 2009
Contrariamente agli anni precedenti, Federer e Nadal si affrontarono solo due volte nel corso del 2009, con un bilancio di una vittoria per parte.
Entrambi iniziarono l'anno nella miglior maniera possibile, raggiungendo la finale degli Australian Open. Lo svizzero partì favorito, in quanto si trattava della prima finale Slam su un campo in cemento per Nadal, il quale, due giorni prima, aveva disputato una semifinale di 5 ore e 14 minuti contro Fernando Verdasco; inoltre, arrivò alla partita imbattuto in 8 finali su tale superficie (5 US Open e 3 Australian Open) e motivato dal desiderio di eguagliare il record di Slam vinti da Pete Sampras (14). In finale riuscì a prevalere lo spagnolo – anche in virtù di un crollo psicologico di Federer che chiuse il quinto set 6–2 – conquistando il suo sesto Major e diventando il quarto uomo a vincerne almeno uno per ogni superficie di gioco, nonché il primo a riuscirci in un periodo di 12 mesi. Durante la premiazione si poté assistere ad un amichevole abbraccio consolatorio con cui Nadal confortò Federer, costretto ad interrompere due volte il suo discorso per le lacrime. Inoltre, lo spagnolo spese parole lodevoli nei confronti dell'avversario, definendolo "un grande".
Nei mesi successivi Nadal consolidò la sua prima posizione nel ranking con la vittoria dei Masters di Indian Wells, Monte Carlo e Roma, mentre Federer venne eliminato una volta da Murray e due da Đoković. Al Masters di Madrid l'elvetico riuscì a battere il maiorchino con un doppio 6–4, interrompendo le 5 sconfitte consecutive contro il rivale e la sua striscia di 33 vittorie di fila su questa superficie. Inoltre, divenne il secondo giocatore di sempre, dopo Gastón Gaudio, a sconfiggere lo spagnolo due volte sulla terra.
In seguito, Nadal si presentò all'Open di Francia in condizioni fisiche precarie a causa del riacutizzarsi del dolore ad un ginocchio; proprio per questo venne eliminato al quarto turno da Robin Söderling, spianando la strada a Federer, che, dopo svariati tentativi, riuscì vincere il Roland Garros proprio contro lo svedese. Tale successo portò lo svizzero a condividere il primato di vittorie negli Slam con Sampras. Un mese dopo si disputò il torneo di Wimbledon, ma l'attesissima rivincita fu rimandata in quanto Nadal diede forfait a causa di un infortunio. L'elvetico vinse il titolo per la sesta volta, diventando così il tennista più vincente in ambito Slam e ritornando ad essere il n.1 dopo 46 settimane, mentre Nadal venne superato in classifica anche da Murray, scendendo al terzo posto.
Agli US Open lo spagnolo venne fermato in semifinale da Juan Martín del Potro in tre set ma riuscì comunque a riprendersi la seconda posizione in classifica grazie alla sconfitta di Murray agli ottavi. Proprio l'argentino sconfisse Federer in finale, negandogli il sesto Major newyorkese di fila. L'ultima parte dell'anno fu avara di soddisfazioni per entrambi, in quanto nessuno dei due riuscì a vincere alcun torneo; alle ATP Finals lo svizzero viene eliminato in tre set dal russo Davydenko – poi vincitore a sorpresa del torneo –, mentre il maiorchino, molto distante dalla forma fisica ideale, perse tutte e tre le partite del proprio gruppo.
I due rivali chiusero comunque la stagione alle prime due posizioni del ranking per il quinto anno consecutivo.

### 2010
Come l'anno precedente, nel 2010 le due stelle del tennis si sfidarono solo due volte, spartendosi le vittorie; tale dato confermò l'affermazione di Đoković e Murray, nonché l'ascesa dell'emergente Soderling, capaci di spezzare un duopolio senza precedenti.

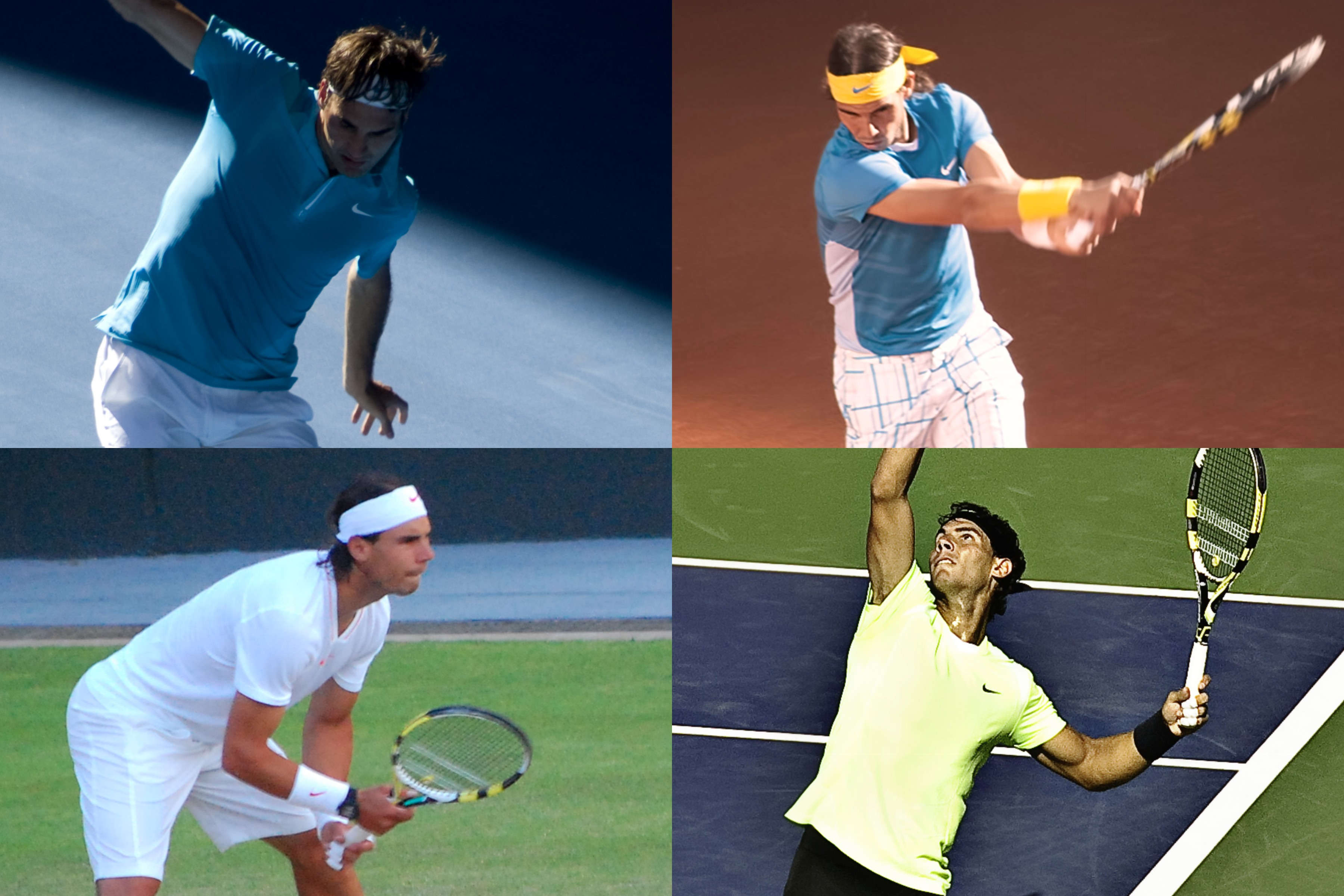
Lo svizzero e lo spagnolo si spartirono tutti e quattro i tornei dello Slam, come accadde nel 2006 e nel 2007.

L'inizio della stagione vide Nadal ritirarsi nei quarti di finale degli Australian Open contro Murray, il quale arrivò in finale venendo sconfitto da Federer; quest'ultimo consolidò il primato in classifica, seguito da Đoković e dal britannico, con lo spagnolo che si accontentò della quarta posizione. A marzo i due avrebbero dovuto affrontarsi con le rispettive nazionali, ma entrambi diedero forfait: Nadal volle smaltire i postumi dell'infortunio rimediato contro lo scozzese, mentre Federer si stava preparando per un torneo in cemento e non volle cambiare radicalmente la preparazione per una sola gara sulla terra.
Ad aprile, conquistando il sesto titolo consecutivo a Monte Carlo, il maiorchino riprese la terza posizione, ponendo fine alla striscia di 11 mesi consecutivi senza trionfi. In seguito, battendo in finale il connazionale Ferrer, vinse anche gli Internazionali d'Italia ed eguagliò il record dei 17 Masters vinti dallo statunitense Andre Agassi. I due, dopo un anno privo di scontri diretti, si ritrovarono nella finale del Masters di Madrid. Il padrone di casa Nadal prevalse in due set con il punteggio di 6–4,  7–65, centrando, come l'anno precedente, il Clay Slam o Slam Rosso (ovvero la vittoria dei 3 Masters giocati sul campo di terra battuta e del Roland Garros), impresa, fino a quel momento, mai riuscita a nessuno. Contestualmente, superò il primato di Agassi per numero di Masters vinti.
All'Open di Francia 2010 il copione dell'anno precedente sembrò ripetersi a ruoli invertiti: Federer mancò clamorosamente l'accesso in finale, venendo eliminato ai quarti da Söderling, mentre Nadal vinse il suo quinto titolo senza cedere nessun set e battendo proprio lo scandinavo in finale. Con questo successo il maiorchino riconquistò la vetta della classifica mondiale superando lo svizzero, che scese al secondo posto.

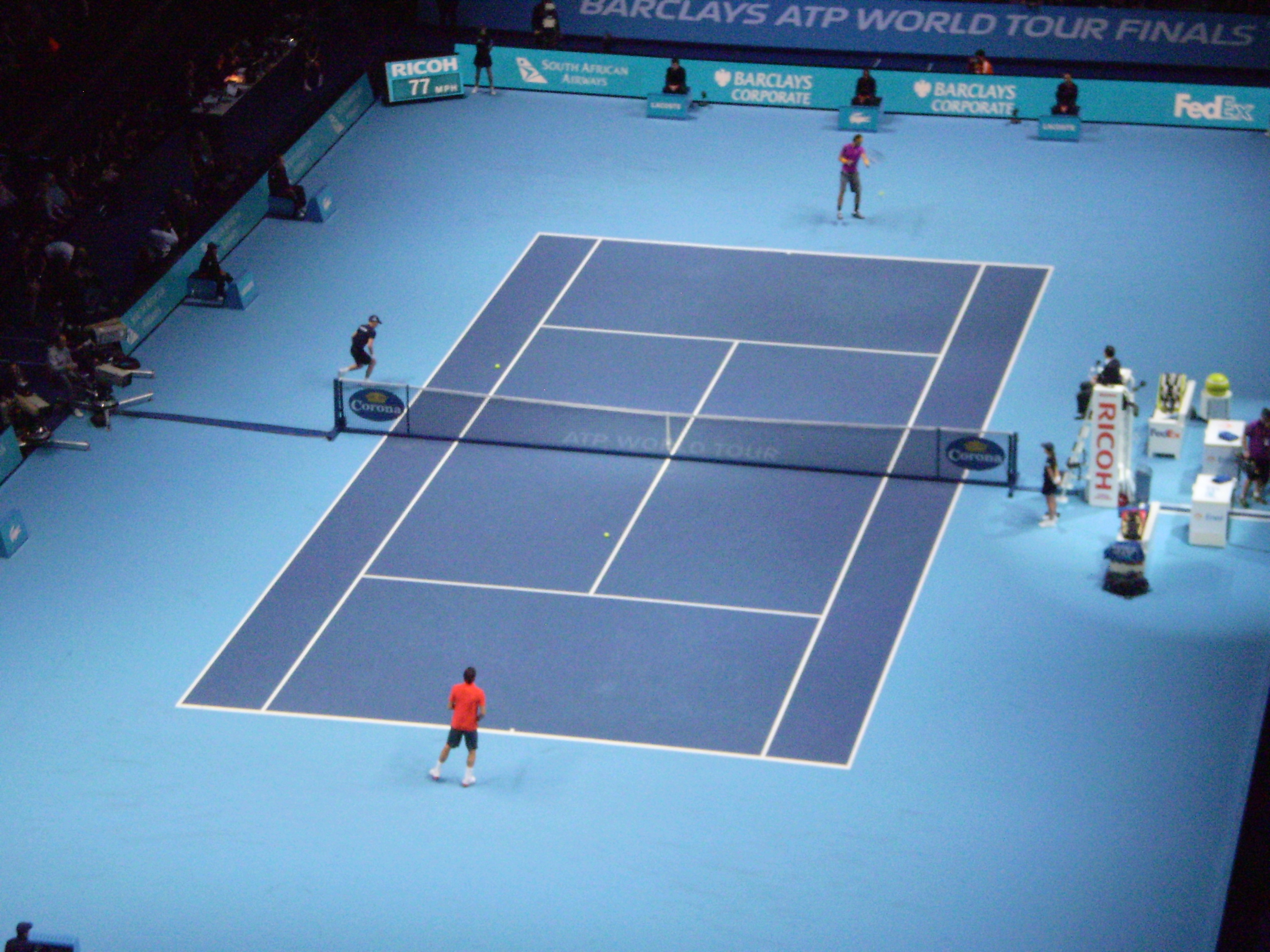
Federer e Nadal durante il riscaldamento antecedente alla finale delle ATP Finals nel 2010.

A Wimbledon, l'elvetico venne considerato unanimemente il favorito su un campo d'erba; infatti, nonostante fosse al secondo posto del ranking mondiale, gli venne concesso di essere testa di serie n.1 a causa del regolamento che tenne maggiormente in considerazione i risultati sull'erba. Tuttavia, venne sorprendentemente eliminato da Tomáš Berdych nei quarti di finale, lasciando il campo libero allo spagnolo che, sconfiggendo proprio il ceco nell'ultimo atto, conquistò il suo secondo titolo londinese, consolidando il primato in classifica. Al contrario, lo svizzero perse la seconda posizione a favore di Đoković.
Dopo la pausa estiva, i due rivali parteciparono alla Rogers Cup, nella quale Nadal venne eliminato in semifinale da Murray e proprio il britannico sconfisse anche Federer in finale con un doppio 7–5. In precedenza lo svizzero aveva eliminato Đoković dal torneo e, in virtù di tale risultato, era riuscito a riprendersi momentaneamente la seconda posizione del ranking mondiale per poi ricederla nuovamente al serbo dopo essere stato estromesso da quest'ultimo nella semifinale degli US Open; la finale tra lo slavo e Nadal vide trionfare lo spagnolo per 3–1, consentendogli di conquistare il primo titolo a New York, completare il Career Grand Slam all'età di 24 anni (Federer riuscì nell'impresa nel 2009, all'età di 27 anni) e mantenere la prima posizione in classifica fino a fine anno. Dopo lo Shanghai Masters, l'elvetico recuperò la seconda posizione nel ranking, e, dopo l'eliminazione dello slavo nei primi turni del Masters di Parigi, fu in grado di conservarla matematicamente fino a fine anno.
Alle ATP Finals lo svizzero e lo spagnolo si incontrarono in finale per la prima volta nella manifestazione; dopo aver vinto tutti gli incontri del proprio gruppo ed aver sconfitto in semifinale rispettivamente Đoković e Murray, in finale ebbe la meglio Federer, che s'impose per 6–3, 3–6, 6–1, eguagliando il record di Lendl e Sampras per numero di vittorie alle Finals di fine anno (5).
Per la sesta stagione consecutiva i due occuparono la prima e la seconda posizione del ranking mondiale, con un distacco di più di 3000 punti da Đoković, terzo classificato. Per la terza volta, inoltre, si spartirono i tornei dello Slam (3 successi per Nadal, uno per Federer).

### 2011
Terminata la stagione 2010, i due rivali si resero protagonisti di un episodio molto singolare; infatti, nell'arco di pochi giorni, si affrontarono in ben tre esibizioni. Lo svizzero invitò Nadal a disputare un incontro di beneficenza a Zurigo e, in seguito, ricambiò il favore, accettando di presenziare ad una partita a Madrid, organizzata dallo spagnolo. Le due gare furono molto combattute ed entrambi vinsero il rispettivo match casalingo, perdendo quello in trasferta.
Nella stagione 2011 Federer e Nadal si affrontarono 4 volte nelle competizioni ufficiali, con un bilancio di 3 vittorie per lo spagnolo e una per l'elvetico. Agli Australian Open 2011 entrambi mancarono l'accesso in finale (fatto che non si verificava dal 2008, in cui Đoković sconfisse Jo-Wilfried Tsonga), deludendo le aspettative; Nadal, dopo aver superato con relativa facilità i primi turni, perse contro il connazionale Ferrer ai quarti, mentre Federer si arrese nel penultimo atto a Đoković, il quale vinse il titolo contro Murray.
A marzo, nella semifinale del Masters di Indian Wells, si sfidarono nel doppio, in cui la coppia elvetica, composta anche da Wawrinka, s'impose per 7–5, 6–3. Due settimane più tardi si incontrarono nella semifinale del Masters di Miami, in occasione del loro primo incontro di singolare sul suolo americano dopo la medesima finale del 2005; Nadal fece suo il match con il punteggio di 6–3, 6–2. Nel maggio seguente, nella semifinale del Masters di Madrid, arrivò la prima sfida dell'anno sulla terra, dove il maiorchino ottenne la vittoria grazie al risultato finale di 5–7, 6–1, 6–3. Il mese successivo lo spagnolo s'impose nella finale del Roland Garros contro Federer, con il risultato finale di 7–5, 7–63, 5–7, 6–1; con tale vittoria Nadal vinse il suo sesto titolo parigino, eguagliando il record di successi di Björn Borg.
Alle ATP Finals Federer vinse per la prima volta in stagione contro lo spagnolo, imponendosi in due set nel secondo match del proprio girone con il punteggio di 6–3, 6–0. In seguito, lo svizzero si aggiudicò la manifestazione per la sesta volta, stabilendo un primato.
Nadal e Federer chiusero l'anno rispettivamente al secondo e terzo posto nel ranking mondiale, alle spalle della new-entry Đoković.

### 2012
Nadal e Federer duellarono due volte nel corso del 2012,  vincendo una gara ciascuno.
Agli Australian Open 2012 i due si incorciarono in semifinale. In tale occasione si stabilì un record, in quanto era dal 2005 che i due non si affrontavano in una semifinale Slam. La partita si concluse con il punteggio di 65–7, 6–2, 7–65, 6–4 per il maiorchino, che portò a 18 le vittorie ai danni dello svizzero. Qualche mese più tardi si sfidarono nel penultimo atto del Masters di Indian Wells, dal quale ne uscì vittorioso Federer con lo score di 6–3, 6–4. Con questo risultato batté lo spagnolo sul cemento outdoor per la prima volta dal 2005, nella finale dell'ex Master di Miami.
Con i risultati della stagione, il bilancio degli scontri diretti si aggiornò a 18–10 in favore di Nadal.

### 2013
Nel 2013 i due tennisti si affrontarono 4 volte, con altrettante vittorie dello spagnolo, il quale si portò 22–10 negli scontri diretti.
Al Masters di Indian Wells si incontrarono nei quarti di finale; Nadal s'impose per 6–4, 6–2 in un match compromesso per Federer che accusò dolori alla schiena. Nella finale degli Internazionali d'Italia vinse il maiorchino, per 6–1, 6–3, in appena un'ora 8 minuti di gioco.
Nel Masters di Cincinnati i due si ritrovarono nei quarti per la prima volta in questo torneo. Federer veniva da un ottavo di finale durissimo con Tommy Haas e da due mesi ricchi di sconfitte, mentre Nadal arrivò da vincitore del Masters di Montréal. L'elvetico fu comunque capace di organizzare una partita molto solida sin dai primi scambi, portandosi avanti di un set; tuttavia, lo spagnolo riuscì ad imporre il suo gioco e portò a casa la partita al terzo set per 5–7, 6–4, 6–3.
Alle ATP Finals approdarono l'uno contro l'altro in semifinale. Dopo una gara molto combattuta, con il punteggio di 7-5 6-3, Nadal batté per la prima volta il suo rivale sul cemento indoor.

### 2014
Nel 2014 Federer e Nadal si affrontarono per la prima volta in stagione nella semifinale degli Australian Open, dopo aver eliminato rispettivamente Andy Murray e Grigor Dimitrov. Dopo un primo set molto combattuto, il maiorchino riuscì a prevalere al tie-break; nelle restanti due partite la vittoria fu relativamente agevole, con lo spagnolo che superò lo svizzero con un doppio 6–3.

### 2015
Il 2015 fu un anno che vide esiti contrastanti per i due tennisti: Federer vinse 6 tornei, a cui si sommano 4 sconfitte in finale, mentre Nadal collezionò tre titoli, altrettante sconfitte in finale e un notevole numero di eliminazioni nei primi turni. Il primo ed unico confronto diretto dell'anno avvenne nella finale del torneo di Basilea, nel quale a trionfare fu il padrone di casa con il punteggio di 6–3, 5–7, 6–3, portando così il conto del testa a testa sul 23-11 in favore di Nadal. Inoltre, con questo successo, lo svizzero riuscì a battere il maiorchino tre anni e mezzo dopo l'ultima volta, interrompendo una striscia di cinque sconfitte consecutive subite.

### 2017

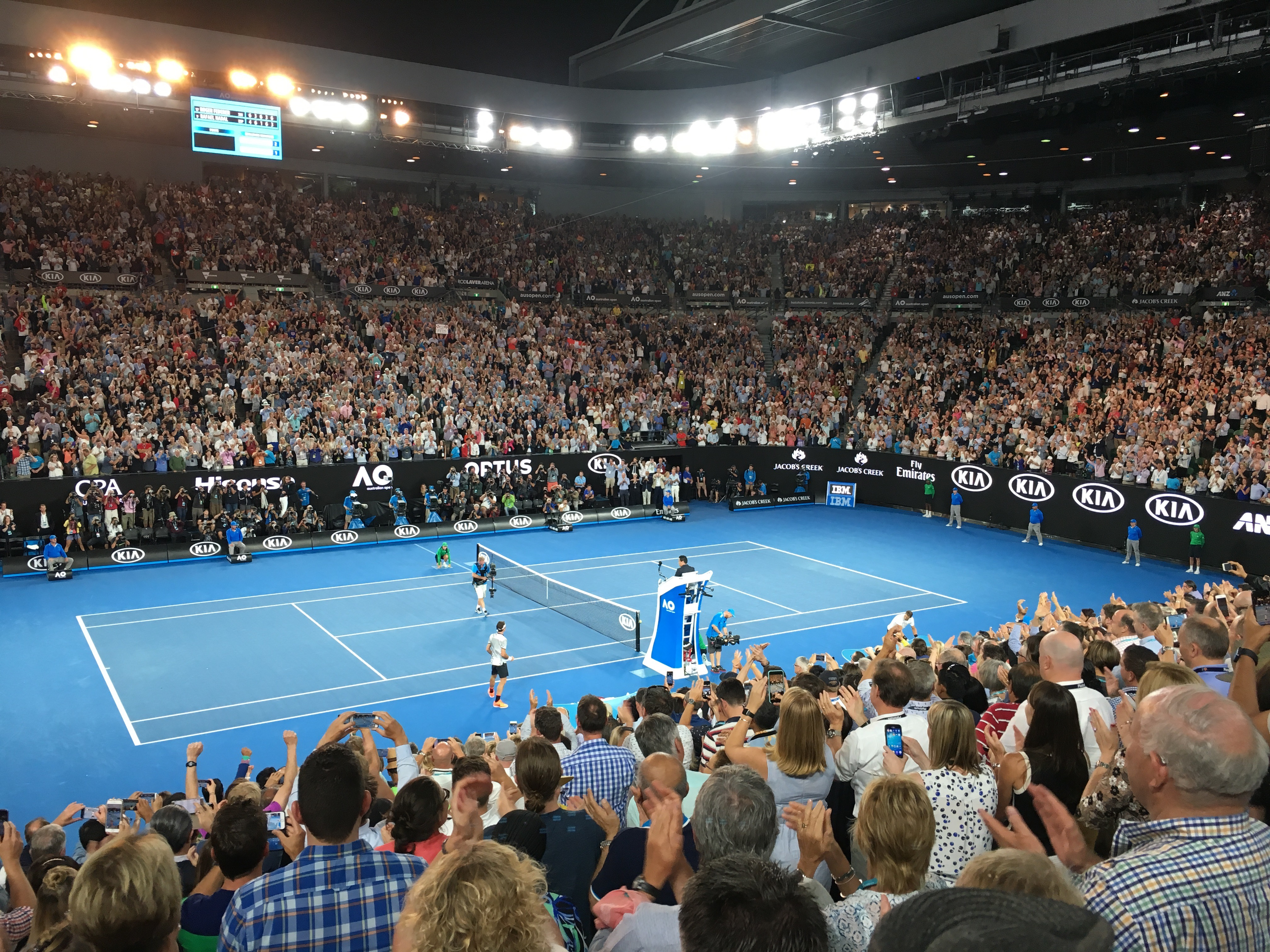
Federer e Nadal al termine della finale degli Australian Open nel 2017

Il 2017 segnò il ritorno alti livelli per entrambi dopo i problemi fisici dell'anno precedente – anno in cui Federer subì un intervento al menisco destro e Nadal dovette fronteggaire un problema al polso; difatti, i due rivali si spartirono equamente i successi nei tornei dello Slam e conquistarono complessivamente tre Masters a testa.
Si trovarono in finale agli Australian Open per la seconda volta, dopo aver battuto rispettivamente Dimitrov e Wawrinka; questa volta a trionfare fu lo svizzero, che s'impose, dopo tre ore e quaranta minuti di gioco, con il punteggio di 6–4, 3–6, 6–1, 3–6, 6–3.
Successivamente si sfidarono al quarto turno del Masters di Indian Wells, dove ebbe la meglio nuovamente il tennista elvetico con un netto 6–2, 6–3, in poco più di un'ora di match; nell'occasione, fu la prima volta che Federer riuscì a vincere tre incontri di fila contro Nadal. Poche settimane dopo i due si incontrarono nuovamente, questa volta nella finale del Masters di Miami, dove fu ancora Federer ad vincere, con il punteggio di 6–3, 6–4. Per il tennista maiorchino si trattò della quinta finale persa a Miami, nonché la seconda contro lo svizzero; per ques'ultimo, invece, fu il terzo trionfo nella città della Florida.
Ad ottobre la sfida si rinnovò nella finale del Masters di Shanghai, partita alla quale i contendenti arrivarono come prime due teste di serie (primo lo spagnolo, secondo lo svizzero). Federer vinse con il punteggio di 6–4, 6–3; per lui fu la quinta vittoria consecutiva contro lo spagnolo, record assoluto per l'elvetico nell'ambito di tale rivalità.
I due rivali terminarono la stagione nelle prime due posizioni della classifica mondiale (primo Nadal e secondo Federer) per la settima volta in entrambe le carriere (la prima dal 2010).

### 2019
Nel 2019 i due avrebbero dovuto affrontarsi nella semifinale del Masters di Indian Wells ma Nadal fu costretto a dare forfait prima di scendere in campo a causa di un infortunio al ginocchio.
Tuttavia, a giugno ebbero modo di trovarsi nuovamente nella semifinale del Roland Garros; l'incontro, fortemente condizionato dal potente vento che ne inficiò sulla qualità complessiva, fu vinto dallo spagnolo in tre set, con il punteggio di 6–4, 6–3, 6–2. Con tale risultato, Nadal tornò a battere Federer per la prima volta dal 2014, interrompendo la striscia di cinque successi consecutivi dello svizzero negli scontri diretti.
Si incontrarono ufficialmente per l'ultima volta il 12 luglio 2019, in occasione del 40º incontro tra i due, nella semifinale del torneo di Wimbledon – undici anni dopo l'epica finale del 2008. A prevalere fu lo svizzero in quattro set con il punteggio di 7–63, 1–6, 6–3, 6–4 in tre ore e due minuti di gioco; in virtù di ciò, il bilancio venne aggiornato definitivamente a 24–16 in favore di Nadal.

## Analisi

### Aspetti statistici
Nel corso del quadriennio 2004-2007, Federer fece registrare un dominio che non ha mai avuto precedenti nella storia del tennis maschile; il suo score totale in questo periodo è 315–24 (92,9% di vittorie), ma solo 6–8 contro Nadal. Quest'ultimo ha impedito per due volte al tennista svizzero di conquistare il Grande Slam nel 2006 e 2007. Entrambi detengono i record di successi consecutivi sulle tre superfici di gioco più usate del circuito (81 sulla terra per Nadal, 56 sul cemento e 65 sull'erba per Federer) ed è interessante notare che tutte e 3 le strisce sono state interrotte proprio dal rivale.
I due tennisti si sono affrontati in 9 finali del Grande Slam, in cui il bilancio è di 6–3 per Nadal, stabilendo un record; le quattro finali sulla terra battuta sono state vinte tutte dallo spagnolo (con il conto dei set totali a favore di Nadal per 12–3), mentre le tre finali su erba hanno visto prevalere lo svizzero per 2–1 (con il conto totale dei set a favore di Federer per 8–6). Gli ultimi atti disputati sul cemento, entrambi agli Australian Open, hanno visto prevalere una volta Nadal (2009) e una volta Federer (2017), sempre per tre set a due. Inoltre, desta curiosità il fatto che fino agli US Open 2009, entrambi avevano perso le finali solo contro il rivale.
Dall'anno in cui Federer vinse il primo titolo Slam al giorno del suo ritiro, i due hanno vinto complessivamente 42 dei 77 Major, di cui venti per lo svizzero e i restanti ventidue per lo spagnolo. Inoltre, l'elvetico vanta i record di vittorie assolute e consecutive al torneo di Wimbledon (8 e 5, quest'ultimo a pari merito con Björn Borg) e vittorie assolute e consecutive agli US Open nell'era Open (5 assolute, al pari con Pete Sampras e Jimmy Connors ed altrettante consecutive). Al contrario, il maiorchino può fregiarsi del primato di vittorie assolute e consecutive al Roland Garros (rispettivamente 14 e 5).
Nei ventidue Slam conquistati da Nadal, in otto ha affrontato e sconfitto Federer (6 volte in finale e 2 in semifinale), mentre quest'ultimo, vincitore di venti titoli, ha battuto il rivale solo in quattro occasioni durante il percorso (3 in finale e una in semifinale).

### Vincitori dei tornei del Grande Slam
| Anno | Australian Open       | Open di Francia       | Wimbledon             | US Open               |
| ---- | --------------------- | --------------------- | --------------------- | --------------------- |
| 2003 | Andre Agassi (8/8)    | Juan Carlos Ferrero   | Roger Federer (1/20)  | Andy Roddick          |
| 2004 | Roger Federer (2/20)  | Gastón Gaudio         | Roger Federer (3/20)  | Roger Federer (4/20)  |
| 2005 | Marat Safin (2/2)     | Rafael Nadal (1/22)   | Roger Federer (5/20)  | Roger Federer (6/20)  |
| 2006 | Roger Federer (7/20)  | Rafael Nadal (2/22)   | Roger Federer (8/20)  | Roger Federer (9/20)  |
| 2007 | Roger Federer (10/20) | Rafael Nadal (3/22)   | Roger Federer (11/20) | Roger Federer (12/20) |
| 2008 | Novak Đoković (1/24)  | Rafael Nadal (4/22)   | Rafael Nadal (5/22)   | Roger Federer (13/20) |
| 2009 | Rafael Nadal (6/22)   | Roger Federer (14/20) | Roger Federer (15/20) | Juan Martín del Potro |
| 2010 | Roger Federer (16/20) | Rafael Nadal (7/22)   | Rafael Nadal (8/22)   | Rafael Nadal (9/22)   |
| 2011 | Novak Đoković (2/24)  | Rafael Nadal (10/22)  | Novak Đoković (3/24)  | Novak Đoković (4/24)  |
| 2012 | Novak Đoković (5/24)  | Rafael Nadal (11/22)  | Roger Federer (17/20) | Andy Murray (1/3)     |
| 2013 | Novak Đoković (6/24)  | Rafael Nadal (12/22)  | Andy Murray (2/3)     | Rafael Nadal (13/22)  |
| 2014 | Stan Wawrinka (1/3)   | Rafael Nadal (14/22)  | Novak Đoković (7/24)  | Marin Čilić           |
| 2015 | Novak Đoković (8/24)  | Stan Wawrinka (2/3)   | Novak Đoković (9/24)  | Novak Đoković (10/24) |
| 2016 | Novak Đoković (11/24) | Novak Đoković (12/24) | Andy Murray (3/3)     | Stan Wawrinka (3/3)   |
| 2017 | Roger Federer (18/20) | Rafael Nadal (15/22)  | Roger Federer (19/20) | Rafael Nadal (16/22)  |
| 2018 | Roger Federer (20/20) | Rafael Nadal (17/22)  | Novak Đoković (13/24) | Novak Đoković (14/24) |
| 2019 | Novak Đoković (15/24) | Rafael Nadal (18/22)  | Novak Đoković (16/24) | Rafael Nadal (19/22)  |
| 2020 | Novak Đoković (17/24) | Rafael Nadal (20/22)  | Non disputato         | Dominic Thiem (1/1)   |
| 2021 | Novak Đoković (18/24) | Novak Đoković (19/24) | Novak Đoković (20/24) | Daniil Medvedev (1/1) |
| 2022 | Rafael Nadal (21/22)  | Rafael Nadal (22/22)  | Novak Đoković (21/24) | Carlos Alcaraz (1/2)  |
| 2023 | Novak Đoković (22/24) | Novak Đoković (23/24) | Carlos Alcaraz (2/2)  | Novak Đoković (24/24) |

### Vincitori dei tornei Masters 1000
Anche nei tornei ATP Masters Series – dal 2009 denominati ATP Tour Masters 1000 – i due rivali hanno dominato la scena mondiale; infatti, dal 2004 al 2022 hanno vinto 64 dei 158 tornei disputati in tale categoria, di cui 36 per lo spagnolo e 28 per lo svizzero. Inoltre, i due detengono i record di vittorie nei singoli Masters di Indian Wells (5 per Federer, in coabitazione con Novak Đoković), Monte-Carlo (11 per Nadal), Roma (10 per Nadal), Amburgo/Madrid (entrambi a 5) e Cincinnati (7 per Federer).
| Anno | Indian Wells                | Miami                   | Monte-Carlo              | Roma                   | Amburgo / Madrid       | Toronto / Montréal        | Cincinnati             | Madrid / Shanghai       | Parigi                   |
| ---- | --------------------------- | ----------------------- | ------------------------ | ---------------------- | ---------------------- | ------------------------- | ---------------------- | ----------------------- | ------------------------ |
| 2004 | Roger Federer (2/28)        | Andy Roddick (3/5)      | Guillermo Coria (2/2)    | Carlos Moyà (3/3)      | Roger Federer (3/28)   | Roger Federer (4/28)      | Andrè Agassi (17/17)   | Marat Safin (4/5)       | Marat Safin (5/5)        |
| 2005 | Roger Federer (5/28)        | Roger Federer (6/28)    | Rafael Nadal (1/36)      | Rafael Nadal (2/36)    | Roger Federer (7/28)   | Rafael Nadal (3/36)       | Roger Federer (8/28)   | Rafael Nadal (4/36)     | Tomáš Berdych (1/1)      |
| 2006 | Roger Federer (9/28)        | Roger Federer (10/28)   | Rafael Nadal (5/36)      | Rafael Nadal (6/36)    | Tommy Robredo (1/1)    | Roger Federer (11/28)     | Andy Roddick (4/5)     | Roger Federer (12/28)   | Nikolaj Davydenko (1/3)  |
| 2007 | Rafael Nadal (7/36)         | Novak Đoković (1/40)    | Rafael Nadal (8/35)      | Rafael Nadal (9/36)    | Roger Federer (13/28)  | Novak Đoković (2/40)      | Roger Federer (14/28)  | David Nalbandian (1/2)  | David Nalbandian (2/2)   |
| 2008 | Novak Đoković (3/40)        | Nikolaj Davydenko (2/3) | Rafael Nadal (10/36)     | Novak Đoković (4/40)   | Rafael Nadal (11/36)   | Rafael Nadal (12/36)      | Andy Murray (1/14)     | Andy Murray (2/14)      | Jo-Wilfried Tsonga (1/2) |
| 2009 | Rafael Nadal (13/36)        | Andy Murray (3/14)      | Rafael Nadal (14/36)     | Rafael Nadal (15/36)   | Roger Federer (15/28)  | Andy Murray (4/14)        | Roger Federer (16/28)  | Nikolaj Davydenko (3/3) | Novak Đoković (5/40)     |
| 2010 | Ivan Ljubičić (1/1)         | Andy Roddick (5/5)      | Rafael Nadal (16/36)     | Rafael Nadal (17/36)   | Rafael Nadal (18/36)   | Andy Murray (5/14)        | Roger Federer (17/28)  | Andy Murray (6/14)      | Robin Söderling (1/1)    |
| 2011 | Novak Đoković (6/40)        | Novak Đoković (7/40)    | Rafael Nadal (19/36)     | Novak Đoković (8/40)   | Novak Đoković (9/40)   | Novak Đoković (10/40)     | Andy Murray (7/14)     | Andy Murray (8/14)      | Roger Federer (18/28)    |
| 2012 | Roger Federer (19/28)       | Novak Đoković (11/40)   | Rafael Nadal (20/36)     | Rafael Nadal (21/36)   | Roger Federer (20/28)  | Novak Đoković (12/40)     | Roger Federer (21/28)  | Novak Đoković (13/40)   | David Ferrer (1/1)       |
| 2013 | Rafael Nadal (22/36)        | Andy Murray (9/14)      | Novak Đoković (14/40)    | Rafael Nadal (23/36)   | Rafael Nadal (24/36)   | Rafael Nadal (25/36)      | Rafael Nadal (26/36)   | Novak Đoković (15/40)   | Novak Đoković (16/40)    |
| 2014 | Novak Đoković (17/40)       | Novak Đoković (18/40)   | Stan Wawrinka (1/1)      | Novak Đoković (19/40)  | Rafael Nadal (27/36)   | Jo-Wilfried Tsonga (2/2)  | Roger Federer (22/28)  | Roger Federer (23/28)   | Novak Đoković (20/40)    |
| 2015 | Novak Đoković (21/40)       | Novak Đoković (22/40)   | Novak Đoković (23/40)    | Novak Đoković (24/40)  | Andy Murray (10/14)    | Andy Murray (11/14)       | Roger Federer (24/28)  | Novak Đoković (25/40)   | Novak Đoković (26/40)    |
| 2016 | Novak Đoković (27/40)       | Novak Đoković (28/40)   | Rafael Nadal (28/36)     | Andy Murray (12/14)    | Novak Đoković (29/40)  | Novak Đoković (30/40)     | Marin Čilić (1/1)      | Andy Murray (13/14)     | Andy Murray (14/14)      |
| 2017 | Roger Federer (25/28)       | Roger Federer (26/28)   | Rafael Nadal (29/36)     | Alexander Zverev (1/5) | Rafael Nadal (30/36)   | Alexander Zverev (2/5)    | Grigor Dimitrov (1/1)  | Roger Federer (27/28)   | Jack Sock (1/1)          |
| 2018 | Juan Martín del Potro (1/1) | John Isner (1/1)        | Rafael Nadal (31/36)     | Rafael Nadal (32/36)   | Alexander Zverev (3/5) | Rafael Nadal (33/36)      | Novak Đoković (31/40)  | Novak Đoković (32/40)   | Karen Chačanov (1/1)     |
| 2019 | Dominic Thiem (1/1)         | Roger Federer (28/28)   | Fabio Fognini (1/1)      | Rafael Nadal (34/36)   | Novak Đoković (33/40)  | Rafael Nadal (35/36)      | Daniil Medvedev (1/6)  | Daniil Medvedev (2/6)   | Novak Đoković (34/40)    |
| 2020 | Non disputato               | Non disputato           | Non disputato            | Novak Đoković (35/40)  | Non disputato          | Non disputato             | Novak Đoković (36/40)  | Non disputato           | Daniil Medvedev (3/6)    |
| 2021 | Cameron Norrie (1/1)        | Hubert Hurkacz (1/1)    | Stefanos Tsitsipas (1/2) | Rafael Nadal (36/36)   | Alexander Zverev (4/5) | Daniil Medvedev (4/6)     | Alexander Zverev (5/5) | Non disputato           | Novak Đoković (37/40)    |
| 2022 | Taylor Fritz (1/1)          | Carlos Alcaraz (1/4)    | Stefanos Tsitsipas (2/2) | Novak Đoković (38/40)  | Carlos Alcaraz (2/4)   | Pablo Carreño Busta (1/1) | Borna Ćorić (1/1)      | Non disputato           | Holger Rune (1/1)        |
| 2023 | Carlos Alcaraz (3/4)        | Daniil Medvedev (5/6)   | Andrej Rublëv (1/1)      | Daniil Medvedev (6/6)  | Carlos Alcaraz (4/4)   | Jannik Sinner (1/1)       | Novak Đoković (39/40)  | Non disputato           | Novak Đoković (40/40)    |

### N.1 del ranking mondiale
| Giocatore         | Dal              | Al               | Settimane | Totali |
| ----------------- | ---------------- | ---------------- | --------- | ------ |
| Roger Federer     | 2 febbraio 2004  | 17 agosto 2008   | 237       | 237    |
| Rafael Nadal      | 18 agosto 2008   | 9 luglio 2009    | 46        | 46     |
| Roger Federer (2) | 6 luglio 2009    | 6 giugno 2010    | 48        | 285    |
| Rafael Nadal (2)  | 7 giugno 2010    | 3 luglio 2011    | 56        | 102    |
| Novak Đoković     | 4 luglio 2011    | 8 luglio 2012    | 53        | 53     |
| Roger Federer (3) | 9 luglio 2012    | 4 novembre 2012  | 17        | 302    |
| Novak Đoković (2) | 5 novembre 2012  | 6 ottobre 2013   | 48        | 101    |
| Rafael Nadal (3)  | 7 ottobre 2013   | 6 luglio 2014    | 39        | 141    |
| Novak Đoković (3) | 7 luglio 2014    | 6 novembre 2016  | 122       | 223    |
| Andy Murray       | 7 novembre 2016  | 20 agosto 2017   | 41        | 41     |
| Rafael Nadal (4)  | 21 agosto 2017   | 18 febbraio 2018 | 26        | 167    |
| Roger Federer (4) | 19 febbraio 2018 | 1º aprile 2018   | 6         | 308    |
| Rafael Nadal (5)  | 2 aprile 2018    | 13 maggio 2018   | 6         | 173    |
| Roger Federer (5) | 14 maggio 2018   | 20 maggio 2018   | 1         | 309    |
| Rafael Nadal (6)  | 21 maggio 2018   | 17 giugno 2018   | 4         | 177    |
| Roger Federer (6) | 18 giugno 2018   | 24 giugno 2018   | 1         | 310    |
| Rafael Nadal (7)  | 25 giugno 2018   | 4 novembre 2018  | 19        | 196    |
| Novak Đoković (4) | 5 novembre 2018  | 3 novembre 2019  | 52        | 275    |
| Rafael Nadal (8)  | 4 novembre 2019  | 2 febbraio 2020  | 13        | 209    |

### Risultati per torneo

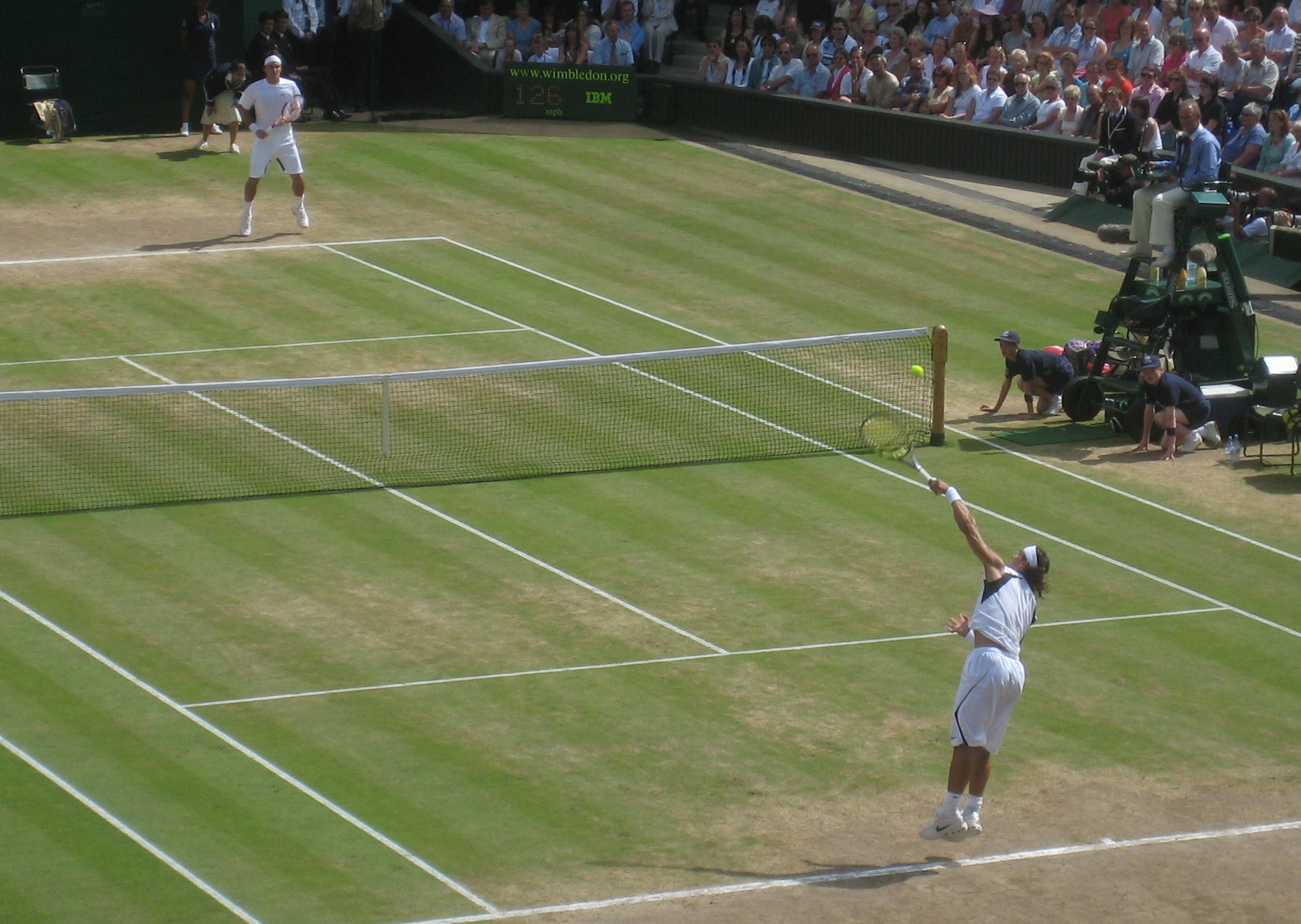
Nadal serve contro Federer nella finale di Wimbledon 2006

Segue un bilancio delle sfide divise per categorie:
- Totale: Nadal, 24–16
- Totale nelle finali: Nadal, 14–10
- Incontri nei tornei del Grande Slam: Nadal, 10–4
  - Australian Open: Nadal, 3–1
  - Open di Francia: Nadal, 6–0
  - Wimbledon: Federer, 3–1
  - US Open: nessun incontro
- Finali nei tornei del Grande Slam: Nadal, 6–3
- Incontri in Tennis Masters Cup/ATP World Tour Finals: Federer, 4–1
- Finali in Tennis Masters Cup/ATP World Tour Finals: Federer, 1–0
- Incontri in ATP Masters Series/ATP World Tour Masters 1000: Nadal, 12–7
- Finali in ATP Masters Series/ATP World Tour Masters 1000: Nadal, 7–5
- Incontri in ATP World Tour 500/ATP International Series Gold: Parità, 1–1
- Finali in ATP World Tour 500/ATP International Series Gold: Parità, 1–1
- Incontri al meglio dei cinque set: Nadal, 12–5
  - Incontri terminati al quinto set: Parità, 3-3
- Vittorie dopo aver ceduto il primo set: Nadal, 6–2
- Incontri al meglio dei tre set: Nadal, 12–11
- Outdoor: Nadal, 23–11
- Indoor: Federer, 5–1
- Tie-break: Parità, 11–11

#### Statistiche set giocati
| Federer | Punteggio set | Nadal |
| ------- | ------------- | ----- |
| 0       | 9–7           | 1     |
| 11      | 7–6           | 11    |
| 4       | 7–5           | 7     |
| 11      | 6–4           | 15    |
| 14      | 6–3           | 19    |
| 5       | 6–2           | 8     |
| 5       | 6–1           | 6     |
| 3       | 6–0           | 1     |
| 53      | Totale set    | 68    |
| 580     | Totale game   | 616   |
| 3596    | Totale punti  | 3670  |

#### Tabella riassuntiva
|                                            | Cemento (o) | Cemento (o) | Terra   | Terra | Erba    | Erba  | Cemento (i) | Cemento (i) | Totale  | Totale |
| Nadal                                      | Federer     | Nadal       | Federer | Nadal | Federer | Nadal | Federer     | Nadal       | Federer |        |
| ------------------------------------------ | ----------- | ----------- | ------- | ----- | ------- | ----- | ----------- | ----------- | ------- | ------ |
| Australian Open                            | 3           | 1           |         |       |         |       |             |             | 3       | 1      |
| Roland Garros                              |             |             | 6       | 0     |         |       |             |             | 6       | 0      |
| Wimbledon                                  |             |             |         |       | 1       | 3     |             |             | 1       | 3      |
| Indian Wells                               | 1           | 2           |         |       |         |       |             |             | 1       | 2      |
| Miami                                      | 2           | 2           |         |       |         |       |             |             | 2       | 2      |
| Monte Carlo                                |             |             | 3       | 0     |         |       |             |             | 3       | 0      |
| Roma                                       |             |             | 2       | 0     |         |       |             |             | 2       | 0      |
| Hamburg / Madrid                           |             |             | 3       | 2     |         |       |             |             | 3       | 2      |
| Cincinnati                                 | 1           | 0           |         |       |         |       |             |             | 1       | 0      |
| Shanghai                                   | 0           | 1           |         |       |         |       |             |             | 0       | 1      |
| Dubai                                      | 1           | 0           |         |       |         |       |             |             | 1       | 0      |
| Basilea                                    |             |             |         |       |         |       | 0           | 1           | 0       | 1      |
| Tennis Masters Cup / ATP World Tour Finals |             |             |         |       |         |       | 1           | 4           | 1       | 4      |
| Totale                                     | 8           | 6           | 14      | 2     | 1       | 3     | 1           | 5           | 24      | 16     |

### Risultati per superficie

#### Terra battuta (Nadal 14–2)
Nadal e Federer hanno giocato 16 delle loro partite sulla terra rossa, 8 al meglio dei 5 set, tutte vinte da Nadal in quanto, a partire dal 2005, sono stati con ampio margine i più forti tennisti del circuito su questa superficie; fra i due però Nadal ha nettamente dominato la scena: nel periodo 2005-2008 ha infatti sempre vinto gli Open di Francia battendo Federer (nel 2005 in semifinale, nelle restanti edizioni in finale). Inoltre lo spagnolo ha conquistato almeno 2 dei 3 Masters disputati sul rosso nelle stagioni 2005-2010, eliminando Federer in 6 occasioni. In particolare nel 2010 è stato il primo tennista della storia a completare il cosiddetto "Slam rosso", aggiudicandosi i 3 Masters 1000 di Monte-Carlo, Roma e Madrid, chiudendo poi con il quinto Roland Garros. Anche per questo, alcuni specialisti ed ex-giocatori lo considerano come il più forte di sempre sulla terra battuta.

#### Cemento (Federer 11–9, outdoor Nadal 8–6, indoor Federer 5–1)
Federer e Nadal si sono incontrati venti volte sul cemento. Federer è stato il miglior giocatore sul veloce sin dal 2004, vincendo 10 tornei dello Slam su questa superficie, e 6 World Tour Finals. Nadal ha sempre ottenuto buoni risultati sul cemento, vincendo 9 tornei a partire dal 2005, inclusi 5 Masters 1000. Inoltre lo spagnolo è considerevolmente migliorato nel corso degli anni, raggiungendo per la prima volta le semifinali di Melbourne e New York nel 2008, per poi vincere l'oro olimpico sul DecoTurf di Pechino, l'Australian Open 2009 in finale contro Federer e l'US Open 2010 contro Đoković.
Nonostante i successi di Nadal sul veloce, alcuni analisti sostengono che lo scarso numero di finali raggiunte dallo spagnolo su questa superficie abbia pesantemente influito nel testa a testa con Federer: un maggior numero di partite sul cemento, specialmente nei primi anni della rivalità, forse avrebbe portato ad una percentuale di vittorie assai più elevata per lo svizzero.
Federer ha ottenuto più successi di Nadal sul cemento grazie al suo forte servizio e al suo diritto (che John McEnroe ha definito "il colpo più bello del nostro sport"), più piatto di quello dello spagnolo: su questa superficie, infatti, i colpi piatti generano un rimbalzo più basso e, di conseguenza, una traiettoria più veloce e insidiosa. Al contrario, il topspin di Nadal non è particolarmente efficace, perché rimbalza più alto, consentendo una risposta più agevole. Nadal con gli anni ha migliorato la velocità e il piazzamento del suo servizio, tuttavia Federer ha ancora in media una prima più rapida, ed ottiene più ace e servizi vincenti.

#### Erba (Federer 3–1)
Lo svizzero è stato il più forte su questa superficie già a partire dal 2003, vincendo 5 titoli consecutivi sui prati di Wimbledon (2003-2007), e disputando 7 finali (2003-2009). Nadal invece è rapidamente migliorato su questa superficie, fino a contendere a Federer il titolo di Londra per tre anni consecutivi (2006-2008), migliorando di volta in volta il risultato fino a battere Federer nella finale del 2008 interrompendo l'imbattibilità dello svizzero nel torneo londinese dopo cinque titoli consecutivi. I due rivali sono stati di conseguenza gli unici a vincere il torneo dal 2003 al 2010 (2003-2007 & 2009 Federer, 2008 & 2010 Nadal). Una ragione che può aver favorito le vittorie dello spagnolo a Wimbledon è che negli ultimi anni i campi sono stati leggermente modificati per renderli più durevoli: alcuni sostengono che l'effetto collaterale di questo cambiamento sia stato un rallentamento della superficie. Tuttavia, l'erba resta comunque la superficie più rapida e i progressi di Nadal su questo tipo di superficie sono innegabili. Ad undici anni di distanza dall'ultima volta, i due rivali sono tornati ad affrontarsi nella semifinale di Wimbledon nel 2019 con il successo dello svizzero in quattro set portando sul 3-1 il bilancio delle loro sfide sull'erba.

### Evoluzione della carriera
Federer e Nadal sono nati a cinque anni di distanza fra loro: lo svizzero l'8 agosto 1981, lo spagnolo il 3 giugno 1986. Un interessante confronto dei loro risultati si ottiene paragonando le loro carriere a partire dalla stagione iniziata quando avevano 17 anni (il 1999 per Federer, il 2004 per Nadal). Ad esempio, nel 2004 Federer iniziò la stagione a 22 anni compiuti; a fine anno, quindi a 23 anni, aveva accumulato un totale di 4 titoli dello Slam, 22 titoli del singolare, ed era diventato numero 1 del mondo.
Da questo confronto emerge la grandissima precocità del tennista iberico. Lo spagnolo è entrato nella top-10 a 19 anni contro i 21 del rivale, è diventato N.1 del mondo a 22 anni e 2 mesi contro i 22 anni e 6 mesi dello svizzero, ha vinto il suo primo titolo nello Slam a 19 anni contro 22, ha completato il Career Grand Slam a 24 anni contro 27. Particolarmente significativo è il fatto che Federer abbia vinto il suo primo torneo ATP a 20 anni contro i 18 di Nadal, il quale all'età di 20 anni (cioè quando Federer vinse il suo primo torneo ATP) si era aggiudicato già 17 tornei.
| Stagione di Federer   | Stagione di Federer   | 1999 | 2000 | 2001 | 2002 | 2003 | 2004 | 2005 | 2006 | 2007 | 2008 | 2009 | 2010 | 2011 | 2012 | 2013 | 2014 | 2015 | 2016 | 2017 | 2018 | 2019 | 2020 | 2021 | 2022 |
| Stagione di Nadal     | Stagione di Nadal     | 2004 | 2005 | 2006 | 2007 | 2008 | 2009 | 2010 | 2011 | 2012 | 2013 | 2014 | 2015 | 2016 | 2017 | 2018 | 2019 | 2020 | 2021 | 2022 | 2023 | 2024 | 2025 | 2026 | 2027 |
| Età (a fine stagione) | Età (a fine stagione) | 18   | 19   | 20   | 21   | 22   | 23   | 24   | 25   | 26   | 27   | 28   | 29   | 30   | 31   | 32   | 33   | 34   | 35   | 36   | 37   | 38   | 39   | 40   | 41   |
| Grande Slam           | Federer               | 0    | 0    | 0    | 0    | 1    | 4    | 6    | 9    | 12   | 13   | 15   | 16   | 16   | 17   | 17   | 17   | 17   | 17   | 19   | 20   | 20   | 20   | 20   | 20   |
| Grande Slam           | Nadal                 | 0    | 1    | 2    | 3    | 5    | 6    | 9    | 10   | 11   | 13   | 14   | 14   | 14   | 16   | 17   | 19   | 20   | 20   | 22   |      |      |      |      |      |
| Titoli totali         | Federer               | 0    | 0    | 1    | 4    | 11   | 22   | 33   | 45   | 53   | 57   | 61   | 66   | 70   | 76   | 77   | 82   | 88   | 88   | 95   | 99   | 103  | 103  | 103  | 103  |
| Titoli totali         | Nadal                 | 1    | 12   | 17   | 23   | 31   | 36   | 43   | 46   | 50   | 60   | 64   | 67   | 69   | 75   | 80   | 84   | 86   | 88   | 92   |      |      |      |      |      |
| Ranking               | Federer               | 64   | 29   | 13   | 6    | 2    | 1    | 1    | 1    | 1    | 2    | 1    | 2    | 3    | 2    | 6    | 2    | 3    | 16   | 2    | 3    | 3    | 5    | 16   | Rit. |
| Ranking               | Nadal                 | 51   | 2    | 2    | 2    | 1    | 2    | 1    | 2    | 4    | 1    | 3    | 5    | 9    | 1    | 2    | 1    | 2    | 6    | 2    |      |      |      |      |      |
| Settimane al nº1      | Federer               | 0    | 0    | 0    | 0    | 0    | 48   | 100  | 152  | 204  | 237  | 262  | 285  | 285  | 302  | 302  | 302  | 302  | 302  | 302  | 310  | 310  | 310  | 310  | 310  |
| Settimane al nº1      | Nadal                 | 0    | 0    | 0    | 0    | 19   | 46   | 76   | 102  | 102  | 113  | 141  | 141  | 141  | 160  | 196  | 205  | 209  | 209  | 209  |      |      |      |      |      |

### Relazioni personali

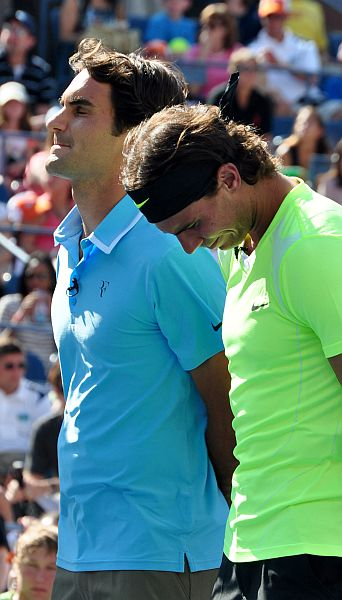
Roger Federer e Rafael Nadal insieme al Annual Arthur Ashe Kid's Day a New York nel 2010

Federer e Nadal hanno più volte fatto capire che il loro rapporto fuori dal campo non è stato di odio o invidia, ma di sincera e cordiale amicizia. I due non si sono frequentati molto a causa dei diversi stili di vita e abitudini, tuttavia non sono mancate le occasioni in cui si sono aiutati; è celebre il caso in cui per un viaggio da Montréal a Cincinnati Federer offrì un passaggio sul volo charter, affittato per sé e per lo staff, a Nadal e alla sua fidanzata, che non avevano trovato posto su di un aereo di linea.
Entrambi hanno più volte dichiarato di essere stati altamente competitivi nei confronti dell'altro, ma il tutto senza alcuna forma di risentimento personale. Un piccolo screzio fuori dal campo si ebbe alla vigilia della finale del Torneo di Wimbledon 2008, in cui Federer si lamentò del tempo che Nadal impiegava a servire. Un altro momento di tensione tra i due avvenne all'inizio del 2012, allorquando Nadal accusò Federer di non sfruttare la sua popolarità per limitare l'eccessivo numero di eventi sportivi e di essere troppo gentiluomo nei confronti dell'ATP. Federer rispose dicendo di voler difendere gli interessi dei colleghi tennisti, ma senza fare polemiche pubbliche, ribadendo comunque la sua personale stima e amicizia per Nadal. È lo stesso tennista maiorchino a chiudere (almeno dinnanzi alle telecamere) la polemica, chiedendo scusa allo svizzero e ammettendo che forse avrebbe dovuto parlargli in privato.
Nonostante i buoni rapporti personali i due atleti hanno avuto modi differenti di vedere la loro rivalità. Nel periodo in cui era saldamente in testa alla classifica mondiale, Federer disse di non poter considerare come un "rivale" un avversario di ben cinque anni più giovane, specializzato poi su una sola superficie di gioco. Dopo i progressi di Nadal nel 2008 culminati con il successo a Wimbledon il tennista svizzero non ha poi avuto più dubbi nell'ammettere che Nadal è il suo rivale storico. Al momento del sorpasso in classifica Federer fece pubblicamente i complimenti allo spagnolo.
Nadal, al contrario, ha sempre amato la definizione di "rivalità" perché non ha mai nascosto l'ammirazione per Federer, considerato come il faro-guida del tennis mondiale.
Nell'edizione del 2022 della Laver Cup, torneo che ha segnato la fine della carriera di Federer, i due hanno avuto modo di giocare in doppio insieme per la prima volta, perdendo contro gli americani Jack Sock e Frances Tiafoe, e non nascondendo una certa commozione al termine dell'evento.

## Elenco di tutte le sfide
ATP, Coppa Davis e Grande Slam.
| Legenda (2004–2008)           |
| Grande Slam                   |
| Tennis Masters Cup            |
| ATP Masters Series            |
| ATP International Series Gold |
| ATP International Series      |
| Coppa Davis                   |

| Legenda (2009–2019)   |
| Grande Slam           |
| ATP Finals            |
| ATP Tour Masters 1000 |
| ATP Tour 500          |
| ATP Tour 250          |
| Coppa Davis           |

### Incontri ufficiali in singolare
| No. | Data             | Torneo, luogo                          | Superficie    | Turno            | Vincitore | Punteggio                  | Durata (H:MM) | Federer | Nadal |
| --- | ---------------- | -------------------------------------- | ------------- | ---------------- | --------- | -------------------------- | ------------- | ------- | ----- |
| 1.  | 28 marzo 2004    | Miami Masters, Miami                   | Cemento       | Terzo turno      | Nadal     | 6–3, 6–3                   | 1:10          | 0       | 1     |
| 2.  | 3 aprile 2005    | Miami Masters, Miami (2)               | Cemento       | Finale           | Federer   | 2–6, 64–7, 7–65, 6–3, 6–1  | 3:43          | 1       | 1     |
| 3.  | 3 giugno 2005    | Open di Francia, Parigi                | Terra rossa   | Semifinale       | Nadal     | 6–3, 4–6, 6–4, 6–3         | 2:47          | 1       | 2     |
| 4.  | 4 marzo 2006     | Dubai Tennis Championships, Dubai      | Cemento       | Finale           | Nadal     | 2–6, 6–4, 6–4              | 1:53          | 1       | 3     |
| 5.  | 23 aprile 2006   | Monte Carlo Masters, Monaco            | Terra rossa   | Finale           | Nadal     | 6–2, 62–7, 6–3, 7–65       | 3:50          | 1       | 4     |
| 6.  | 14 maggio 2006   | Internazionali BNL d'Italia, Roma      | Terra rossa   | Finale           | Nadal     | 60–7, 7–65, 6–4, 2–6, 7–65 | 5:05          | 1       | 5     |
| 7.  | 11 giugno 2006   | Open di Francia, Parigi (2)            | Terra rossa   | Finale           | Nadal     | 1–6, 6–1, 6–4, 7–64        | 3:02          | 1       | 6     |
| 8.  | 9 luglio 2006    | Torneo di Wimbledon, Londra            | Erba          | Finale           | Federer   | 6–0, 7–65, 62–7, 6–3       | 2:58          | 2       | 6     |
| 9.  | 18 novembre 2006 | Tennis Masters Cup, Shanghai           | Cemento (i)   | Semifinale       | Federer   | 6–4, 7–5                   | 1:53          | 3       | 6     |
| 10. | 22 aprile 2007   | Monte Carlo Masters, Monaco (2)        | Terra rossa   | Finale           | Nadal     | 6–4, 6–4                   | 1:35          | 3       | 7     |
| 11. | 20 maggio 2007   | Hamburg Masters, Amburgo               | Terra rossa   | Finale           | Federer   | 2–6, 6–2, 6–0              | 1:55          | 4       | 7     |
| 12. | 10 giugno 2007   | Open di Francia, Parigi (3)            | Terra rossa   | Finale           | Nadal     | 6–3, 4–6, 6–3, 6–4         | 3:10          | 4       | 8     |
| 13. | 8 luglio 2007    | Torneo di Wimbledon, Londra (2)        | Erba          | Finale           | Federer   | 7–67, 4–6, 7–63, 2–6, 6–2  | 3:45          | 5       | 8     |
| 14. | 17 novembre 2007 | Tennis Masters Cup, Shanghai (2)       | Cemento (i)   | Semifinale       | Federer   | 6–4, 6–1                   | 0:59          | 6       | 8     |
| 15. | 27 aprile 2008   | Monte Carlo Masters, Monaco (3)        | Terra rossa   | Finale           | Nadal     | 7–5, 7–5                   | 1:43          | 6       | 9     |
| 16. | 18 maggio 2008   | Hamburg Masters, Amburgo (2)           | Terra rossa   | Finale           | Nadal     | 7–5, 63–7, 6–3             | 2:52          | 6       | 10    |
| 17. | 8 giugno 2008    | Open di Francia, Parigi (4)            | Terra rossa   | Finale           | Nadal     | 6–1, 6–3, 6–0              | 1:48          | 6       | 11    |
| 18. | 6 luglio 2008    | Torneo di Wimbledon, Londra (3)        | Erba          | Finale           | Nadal     | 6–4, 6–4, 65–7, 68–7, 9–7  | 4:48          | 6       | 12    |
| 19. | 1 febbraio 2009  | Australian Open, Melbourne             | Cemento       | Finale           | Nadal     | 7–5, 3–6, 7–63, 3–6, 6–2   | 4:23          | 6       | 13    |
| 20. | 17 maggio 2009   | Madrid Open, Madrid                    | Terra rossa   | Finale           | Federer   | 6–4, 6–4                   | 1:26          | 7       | 13    |
| 21. | 16 maggio 2010   | Madrid Open, Madrid (2)                | Terra rossa   | Finale           | Nadal     | 6–4, 7–65                  | 2:11          | 7       | 14    |
| 22. | 28 novembre 2010 | ATP World Tour Finals, Londra (3)      | Cemento (i)   | Finale           | Federer   | 6–3, 3–6, 6–1              | 1:37          | 8       | 14    |
| 23. | 1 aprile 2011    | Miami Open, Miami (3)                  | Cemento       | Semifinale       | Nadal     | 6–3, 6–2                   | 1:18          | 8       | 15    |
| 24. | 7 maggio 2011    | Madrid Open, Madrid (3)                | Terra battuta | Semifinale       | Nadal     | 5–7, 6–1, 6–3              | 2:36          | 8       | 16    |
| 25. | 5 giugno 2011    | Open di Francia, Parigi (5)            | Terra rossa   | Finale           | Nadal     | 7–5, 7–63, 5–7, 6–1        | 3:40          | 8       | 17    |
| 26. | 22 novembre 2011 | ATP World Tour Finals, Londra (4)      | Cemento (i)   | Round Robin      | Federer   | 6–3, 6–0                   | 1:01          | 9       | 17    |
| 27. | 26 gennaio 2012  | Australian Open, Melbourne (2)         | Cemento       | Semifinale       | Nadal     | 65–7, 6–2, 7–65, 6–4       | 3:42          | 9       | 18    |
| 28. | 17 marzo 2012    | Indian Wells Masters, Indian Wells     | Cemento       | Semifinale       | Federer   | 6–3, 6–4                   | 1:34          | 10      | 18    |
| 29. | 14 marzo 2013    | Indian Wells Masters, Indian Wells (2) | Cemento       | Quarti di finale | Nadal     | 6–4, 6–2                   | 1:24          | 10      | 19    |
| 30. | 19 maggio 2013   | Internazionali BNL d'Italia, Roma (2)  | Terra battuta | Finale           | Nadal     | 6–1, 6–3                   | 1:09          | 10      | 20    |
| 31. | 17 agosto 2013   | Cincinnati Open, Cincinnati            | Cemento       | Quarti di finale | Nadal     | 5–7, 6–4, 6–3              | 2:14          | 10      | 21    |
| 32. | 10 novembre 2013 | ATP World Tour Finals, Londra (5)      | Cemento (i)   | Semifinale       | Nadal     | 7–5, 6–3                   | 1:19          | 10      | 22    |
| 33. | 24 gennaio 2014  | Australian Open, Melbourne (3)         | Cemento       | Semifinale       | Nadal     | 7–64, 6–3, 6–3             | 2:24          | 10      | 23    |
| 34. | 1 novembre 2015  | Swiss Indoors Basel, Basilea           | Cemento (i)   | Finale           | Federer   | 6–3, 5–7, 6–3              | 2:05          | 11      | 23    |
| 35. | 29 gennaio 2017  | Australian Open, Melbourne (4)         | Cemento       | Finale           | Federer   | 6–4, 3–6, 6–1, 3–6, 6–3    | 3:40          | 12      | 23    |
| 36. | 15 marzo 2017    | Indian Wells Masters, Indian Wells (3) | Cemento       | Quarto turno     | Federer   | 6–2, 6–3                   | 1:08          | 13      | 23    |
| 37. | 2 aprile 2017    | Miami Open, Miami (4)                  | Cemento       | Finale           | Federer   | 6–3, 6–4                   | 1:35          | 14      | 23    |
| 38. | 15 ottobre 2017  | Shanghai Rolex Masters, Shanghai       | Cemento       | Finale           | Federer   | 6–4, 6–3                   | 1:13          | 15      | 23    |
| —   | 16 marzo 2019    | Indian Wells Masters, Indian Wells (4) | Cemento       | Semifinale       | (Federer) | Vittoria per walkover      | –             | 15      | 23    |
| 39. | 7 giugno 2019    | Open di Francia, Parigi (6)            | Terra rossa   | Semifinale       | Nadal     | 6–3, 6–4, 6–2              | 2:28          | 15      | 24    |
| 40. | 12 luglio 2019   | Torneo di Wimbledon, Londra (4)        | Erba          | Semifinale       | Federer   | 7–63, 1–6, 6–3, 6–4        | 3:02          | 16      | 24    |

### Incontri ufficiali in doppio
| No. | Data | Torneo, luogo                     | Superficie    | Turno         | Coppia vincitrice           | Coppia perdente             | Punteggio     |
| --- | ---- | --------------------------------- | ------------- | ------------- | --------------------------- | --------------------------- | ------------- |
| 1.  | 2004 | BNP Paribas Open, Indian Wells    | Cemento       | Secondo turno | Rafael Nadal Tommy Robredo  | Yves Allegro Roger Federer  | 5–7, 6–4, 6–3 |
| 2.  | 2007 | Internazionali BNL d'Italia, Roma | Terra battuta | Primo turno   | Carlos Moyá Rafael Nadal    | Roger Federer Stan Wawrinka | 6–4, 7–65     |
| 3.  | 2011 | BNP Paribas Open, Indian Wells    | Cemento       | Semifinale    | Roger Federer Stan Wawrinka | Rafael Nadal Marc López     | 7–5, 6–3      |

### Tornei non ATP, inviti ed esibizioni
- Il 21 novembre 2006 disputarono un incontro d'esibizione a Seul, in Corea del Sud; Federer vinse 6–3, 3–6, 6–3.[67]
- Il 2 maggio 2007 si esibirono a Maiorca nella Battle of Surfaces (in italiano "battaglia delle superfici") su campo ibrido per metà in erba e per metà in terra; Nadal si aggiudicò l'incontro per 7–5, 4–6, 7–610.[68]
- Il 21 dicembre 2010 diedero vita ad un incontro a Zurigo, The match for Africa, i cui proventi furono destinati alla Roger Federer Foundation, che li devolvé in beneficenza per i bambini africani. I 10.000 biglietti, messi in vendita alle 10 del mattino del 1º settembre, si esaurirono in cinque minuti.[69] Il match si concluse con la vittoria dello svizzero per 4–6, 6–3, 6–3.
- Il 22 dicembre 2010, il giorno successivo all'esibizione di Zurigo, si sono affrontati nuovamente alla Caja Mágica di Madrid; i biglietti vennero venduti in circa un'ora,[70] ed il ricavato venne destinato alla Rafa Nadal Foundation. La partita terminò con la rivincita del padrone di casa, che sconfisse il rivale per 7–6, 4–6, 6–1.
- Il 1º gennaio 2011 i due tennisti si sfidarono nella finale del torneo d'esibizione Capitala World Tennis Championship, ad Abu Dhabi, negli Emirati Arabi Uniti. il maiorchino prevalse in due set per 7–64, 7–63.
- L'8 marzo 2011 si sono affrontati in un incontro di beneficenza composto da un solo set alla Matthew Knight Arena di Eugene, in Oregon; Nadal vinse 7–5.
- Il 31 dicembre 2011 giocarono la finale per il 3º/4º posto del torneo d'esibizione Capitala World Tennis Championship; lo spagnolo vinse nuovamente in due set, con il punteggio di 6–1, 7–5.
- Il 7 febbraio 2020 disputarono a Cape Town un nuovo incontro, il sesto The match for Africa, i cui fondi, che Federer stimò oltre il milione di dollari, fra biglietti venduti, sponsor e cena con Bill Gates, furono destinati alla fondazione di Federer per aiutare l'istruzione dei bambini di sei paesi africani: Sudafrica, Namibia, Botswana, Malawi, Zambia e Zimbabwe. Davanti ai 51.945 del Cape Town Stadium (pubblico record per un match di tennis, avendo superato i 42.000 di Federer-Zverev di novembre a Città del Messico), il match si concluse con la vittoria di Federer per 6–4, 3–6, 6–3.
- La rivalità si concluse nel migliore dei modi il 23 settembre 2022, alla Laver Cup; Nadal e Federer, in occasione dell'ultima gara ufficiale di quest'ultimo, giocarono insieme in doppio e persero contro la coppia formata da Sock e Tiafoe.

## Prestazioni annuali nel Grande Slam

### 1999–2004
- In grassetto se si sono incontrati durante il torneo.

| Giocatore | 1999               | 1999               | 1999               | 1999               | 2000               | 2000               | 2000               | 2000               | 2001               | 2001               | 2001               | 2001               | 2002               | 2002               | 2002               | 2002               | 2003 | 2003 | 2003 | 2003 | 2004 | 2004 | 2004 | 2004 |
| --------- | ------------------ | ------------------ | ------------------ | ------------------ | ------------------ | ------------------ | ------------------ | ------------------ | ------------------ | ------------------ | ------------------ | ------------------ | ------------------ | ------------------ | ------------------ | ------------------ | ---- | ---- | ---- | ---- | ---- | ---- | ---- | ---- |
| Giocatore | AUS                | FRA                | WIM                | USA                | AUS                | FRA                | WIM                | USA                | AUS                | FRA                | WIM                | USA                | AUS                | FRA                | WIM                | USA                | AUS  | FRA  | WIM  | USA  | AUS  | FRA  | WIM  | USA  |
| Federer   | LQ                 | 1T                 | 1T                 | LQ                 | 3T                 | 4T                 | 1T                 | 3T                 | 3T                 | QF                 | QF                 | 4T                 | 4T                 | 1T                 | 1T                 | 4T                 | 4T   | 1T   | V    | 3T   | V    | 3T   | V    | V    |
| Nadal     | Non professionista | Non professionista | Non professionista | Non professionista | Non professionista | Non professionista | Non professionista | Non professionista | Non professionista | Non professionista | Non professionista | Non professionista | Non professionista | Non professionista | Non professionista | Non professionista | A    | A    | 3T   | 2T   | 3T   | A    | A    | 3T   |

### 2005–2010
| Giocatore | 2005 | 2005 | 2005 | 2005 | 2006 | 2006 | 2006 | 2006 | 2007 | 2007 | 2007 | 2007 | 2008 | 2008 | 2008 | 2008 | 2009 | 2009 | 2009 | 2009 | 2010 | 2010 | 2010 | 2010 |
| --------- | ---- | ---- | ---- | ---- | ---- | ---- | ---- | ---- | ---- | ---- | ---- | ---- | ---- | ---- | ---- | ---- | ---- | ---- | ---- | ---- | ---- | ---- | ---- | ---- |
| Giocatore | AUS  | FRA  | WIM  | USA  | AUS  | FRA  | WIM  | USA  | AUS  | FRA  | WIM  | USA  | AUS  | FRA  | WIM  | USA  | AUS  | FRA  | WIM  | USA  | AUS  | FRA  | WIM  | USA  |
| Federer   | SF   | SF   | V    | V    | V    | F    | V    | V    | V    | F    | V    | V    | SF   | F    | F    | V    | F    | V    | V    | F    | V    | QF   | QF   | SF   |
| Nadal     | 4T   | V    | 2T   | 3T   | A    | V    | F    | QF   | QF   | V    | F    | 4T   | SF   | V    | V    | SF   | V    | 4T   | A    | SF   | QF   | V    | V    | V    |

### 2011–2016
| Giocatore | 2011 | 2011 | 2011 | 2011 | 2012 | 2012 | 2012 | 2012 | 2013 | 2013 | 2013 | 2013 | 2014 | 2014 | 2014 | 2014 | 2015 | 2015 | 2015 | 2015 | 2016 | 2016 | 2016 | 2016 |
| --------- | ---- | ---- | ---- | ---- | ---- | ---- | ---- | ---- | ---- | ---- | ---- | ---- | ---- | ---- | ---- | ---- | ---- | ---- | ---- | ---- | ---- | ---- | ---- | ---- |
| Giocatore | AUS  | FRA  | WIM  | USA  | AUS  | FRA  | WIM  | USA  | AUS  | FRA  | WIM  | USA  | AUS  | FRA  | WIM  | USA  | AUS  | FRA  | WIM  | USA  | AUS  | FRA  | WIM  | USA  |
| Federer   | SF   | F    | QF   | SF   | SF   | SF   | V    | QF   | SF   | QF   | 2T   | 4T   | SF   | 4T   | F    | SF   | 3T   | QF   | F    | F    | SF   | A    | SF   | A    |
| Nadal     | QF   | V    | F    | F    | F    | V    | 2T   | A    | A    | V    | 1T   | V    | F    | V    | 4T   | A    | QF   | QF   | 2T   | 3T   | 1T   | 3T   | A    | 4T   |

### 2017–2022
| Giocatore | 2017 | 2017 | 2017 | 2017 | 2018 | 2018 | 2018 | 2018 | 2019 | 2019 | 2019 | 2019 | 2020 | 2020 | 2020 | 2020 | 2021 | 2021 | 2021 | 2021 | 2022 | 2022 | 2022 | 2022 |
| --------- | ---- | ---- | ---- | ---- | ---- | ---- | ---- | ---- | ---- | ---- | ---- | ---- | ---- | ---- | ---- | ---- | ---- | ---- | ---- | ---- | ---- | ---- | ---- | ---- |
| Giocatore | AUS  | FRA  | WIM  | USA  | AUS  | FRA  | WIM  | USA  | AUS  | FRA  | WIM  | USA  | AUS  | FRA  | WIM  | USA  | AUS  | FRA  | WIM  | USA  | AUS  | FRA  | WIM  | USA  |
| Federer   | V    | A    | V    | QF   | V    | A    | QF   | 4T   | 4T   | SF   | F    | QF   | SF   | A    | ND   | A    | A    | 4T   | QF   | A    | A    | A    | A    | A    |
| Nadal     | F    | V    | 4T   | V    | QF   | V    | SF   | SF   | F    | V    | SF   | V    | QF   | V    | ND   | A    | QF   | SF   | A    | A    | V    | V    | SF   | 4T   |

## ATP classifica

### Confronto classifica a fine anno
| Player        | 1998               | 1999               | 2000               | 2001 | 2002 | 2003 | 2004 | 2005 | 2006 | 2007 | 2008 | 2009 | 2010 | 2011 | 2012 | 2013 | 2014 | 2015 | 2016 | 2017 | 2018 | 2019 | 2020 | 2021 | 2022 |
| ------------- | ------------------ | ------------------ | ------------------ | ---- | ---- | ---- | ---- | ---- | ---- | ---- | ---- | ---- | ---- | ---- | ---- | ---- | ---- | ---- | ---- | ---- | ---- | ---- | ---- | ---- | ---- |
| Roger Federer | 301                | 64                 | 29                 | 13   | 6    | 2    | 1    | 1    | 1    | 1    | 2    | 1    | 2    | 3    | 2    | 6    | 2    | 3    | 16   | 2    | 3    | 3    | 5    | 15   | Rit  |
| Rafael Nadal  | Non professionista | Non professionista | Non professionista | 811  | 200  | 49   | 51   | 2    | 2    | 2    | 1    | 2    | 1    | 2    | 4    | 1    | 3    | 5    | 9    | 1    | 2    | 1    | 2    | 6    | 2    |